# Oudewater (Oostpunt)
Oudewater – osada (wijk) w miejscowości Oostpunt w dystrykcie Bandariba, w kraju autonomicznym Curaçao, należącym do Holandii, w Ameryce Południowej. 20 października 2023 r. liczyła 131 mieszkańców.  